# Rådhuset (metrostation)
Rådhuset is een station van de Stockholmse metro in het stadsdeel Kungsholmen dat het westelijk deel van het centrum van de stad Stockholm vormt. Het is op 31 augustus 1975 geopend als onderdeel van de Nordvästrabanan, het initiële traject van de blauwe route. Het station ligt tussen het hoofdstation T-Centralen en Fridhemsplan en wordt bediend door beide lijnen van de blauwe route. De afstand tot het huidige oostelijke eindpunt, Kungsträdgården, bedraagt 1,9 kilometer. Het station dankt zijn naam aan het Gerechtsgebouw (Rådhuset) van het gerecht in eerste aanleg (Tingsrätt) voor Stockholm en Lidingö, niet te verwarren met het Stadhuis van Stockholm (Stadhuset) dat ongeveer 600 meter oostelijker ligt.
De perrons liggen in een kunstmatige grot onder het Gerechtsgebouw (Rådhuset) en de woonblokken "Appel" en "Smaragd" ongeveer tussen de Agnegatan, Bergsgatan en de Kungsklippan. Aan de westkant ligt het perron 27 meter onder de Scheelegatan, aan de oostkant ligt het 46 meter onder de Koningsklif (Kungsklippan). Aan de oostkant is het perron toegankelijk vanuit een voetgangerstunnel onder de Koningsklif die loopt van de Kungsholmgatan 25 aan de noordkant en de hoek van de Parmmätargatan/Handverkargatan aan de zuidkant. De top van de koningsklif kent ook een toegang via de lift van het station. De westelijke ingang ligt aan de Agnegatan 28-30 tussen het Gerechtsgebouw en het Polishuset, het hoofdkantoor van de politie. Met een diepte van 20,5 meter onder zeeniveau is het het vier na diepste station van het Stockholmse net.    
De kunstmatige grot is met spuitbeton waterdicht gemaakt en vervolgens roodbruin geschilderd. Het thema van het station is de geschiedenis van Kungsholmen wat door Sigvard Olsson op een speelse wijze in verschillende kunstwerken tot uitdrukking is gebracht. Naast de oostelijke ingang is een opslag voor wortelgewassen en nissen met nummers die tevens fungeren als inspectieluiken. Op het perron bevinden zich een oude hooiberg, de onderkant van een schoorsteen, een houtstapel, manden en een portaal naar 17e-eeuws voorbeeld.   

## Galerij

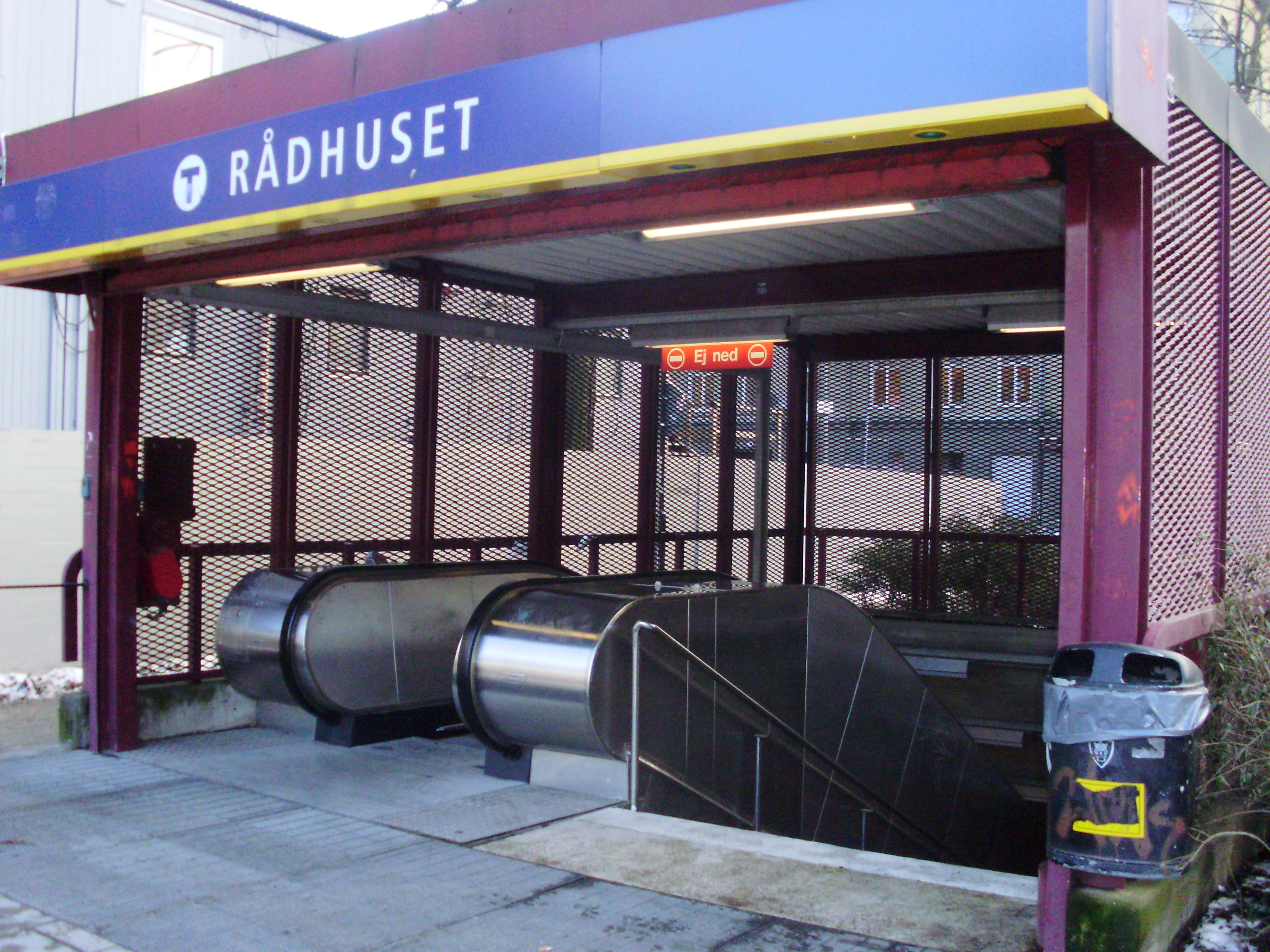
De westelijke ingang.
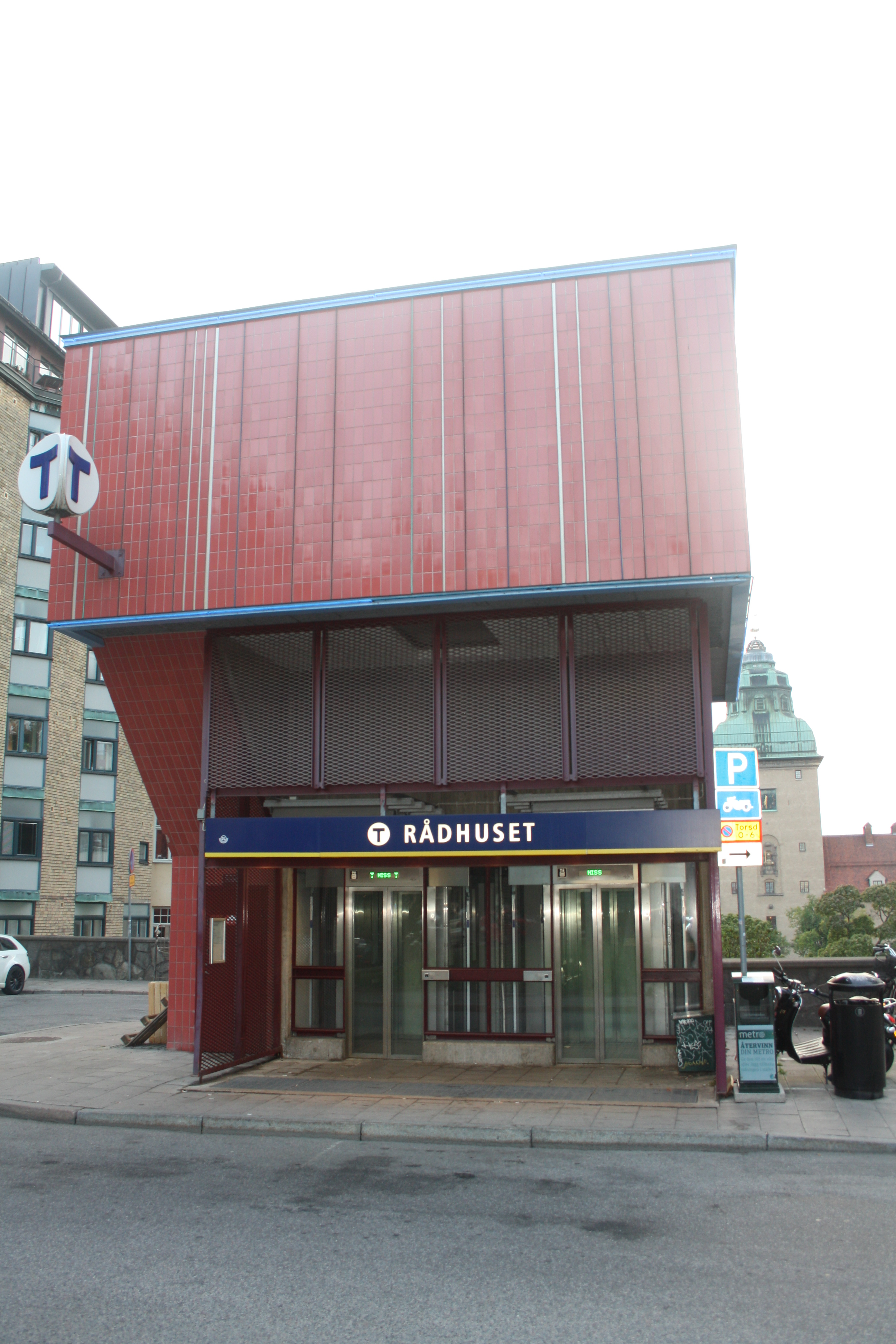
De bovenste ingang op de Koningsklif met op de achtergrond de toren van het Rådhuset
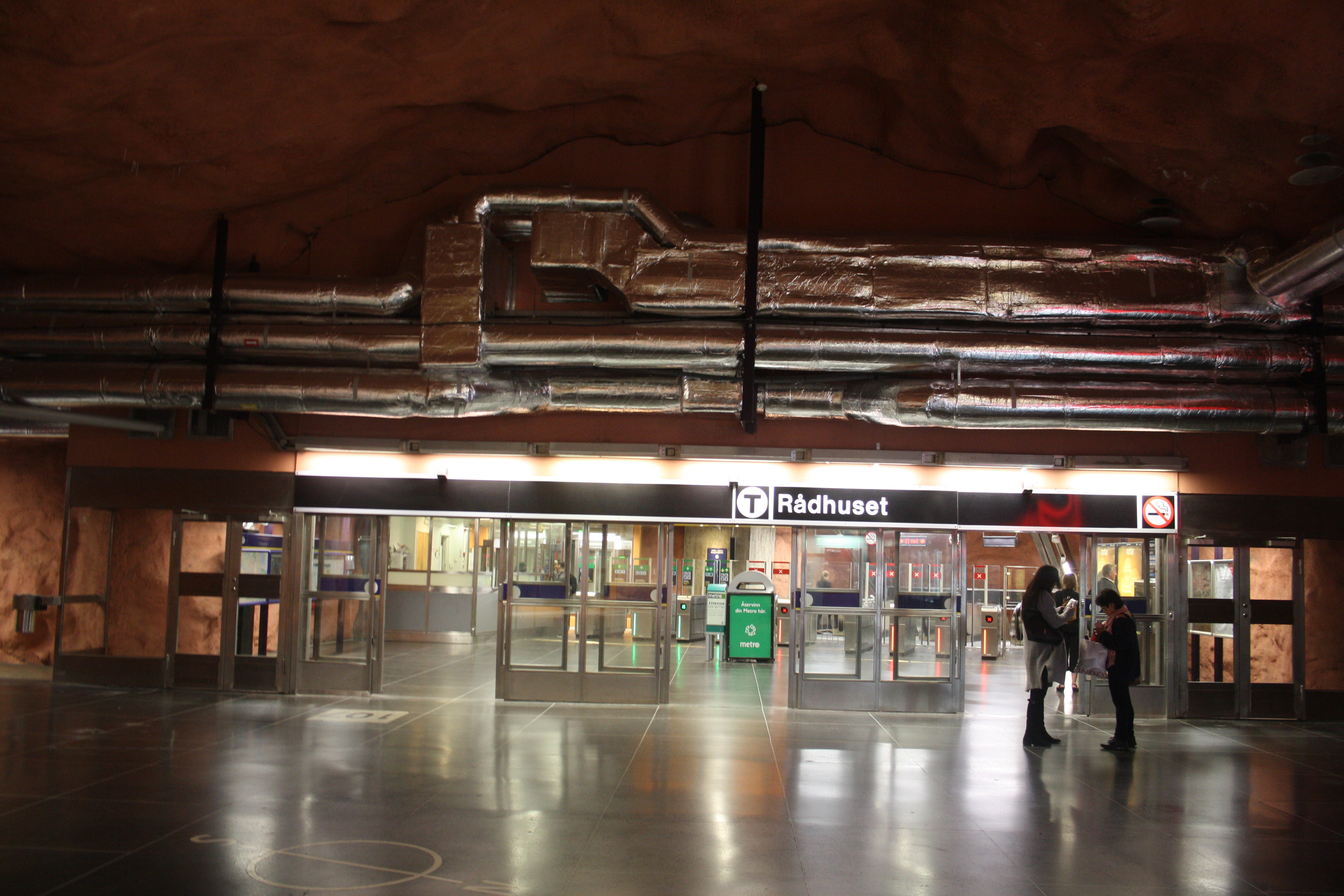
De stationsingang in de voetgangerstunnel
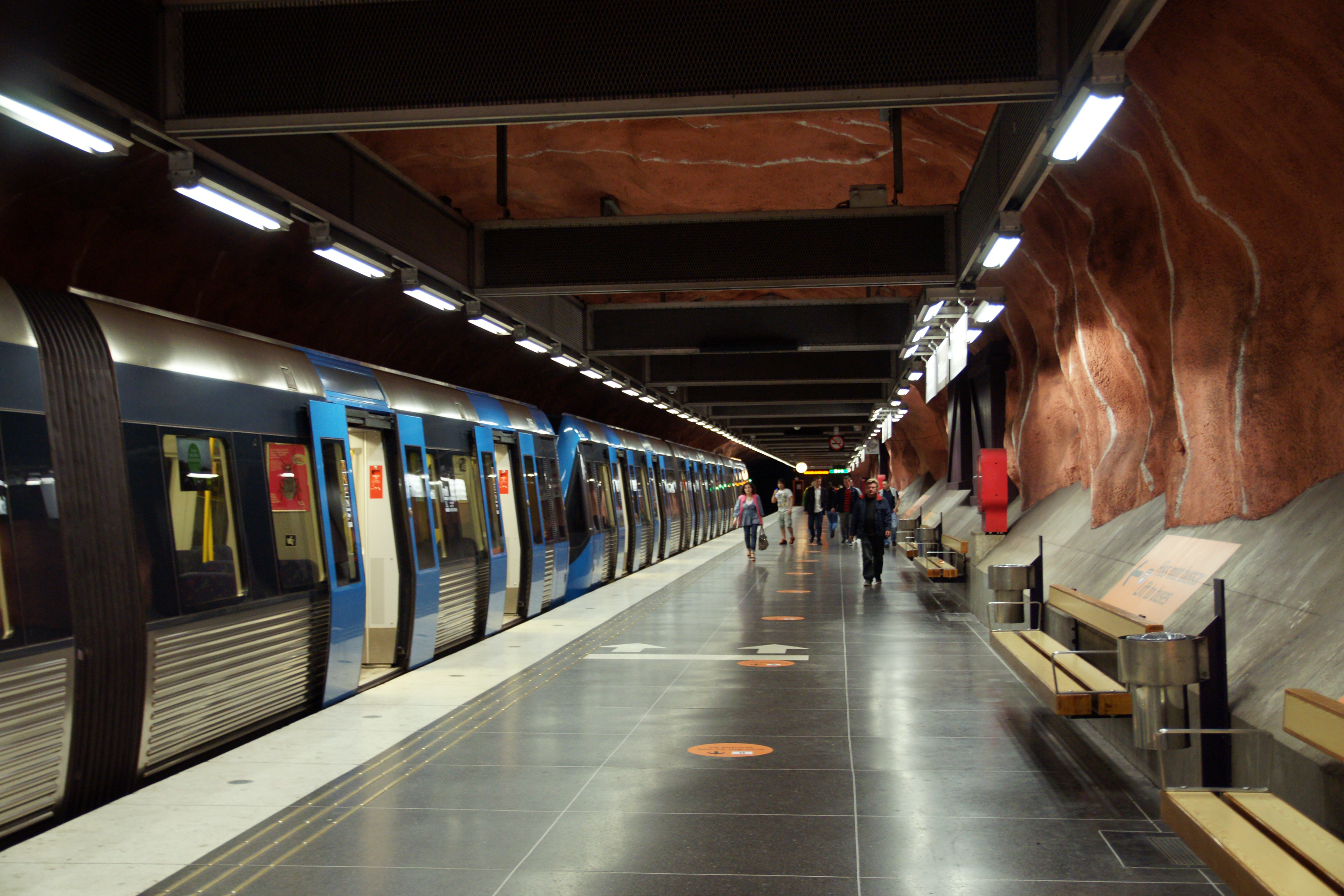
Trein langs het perron.
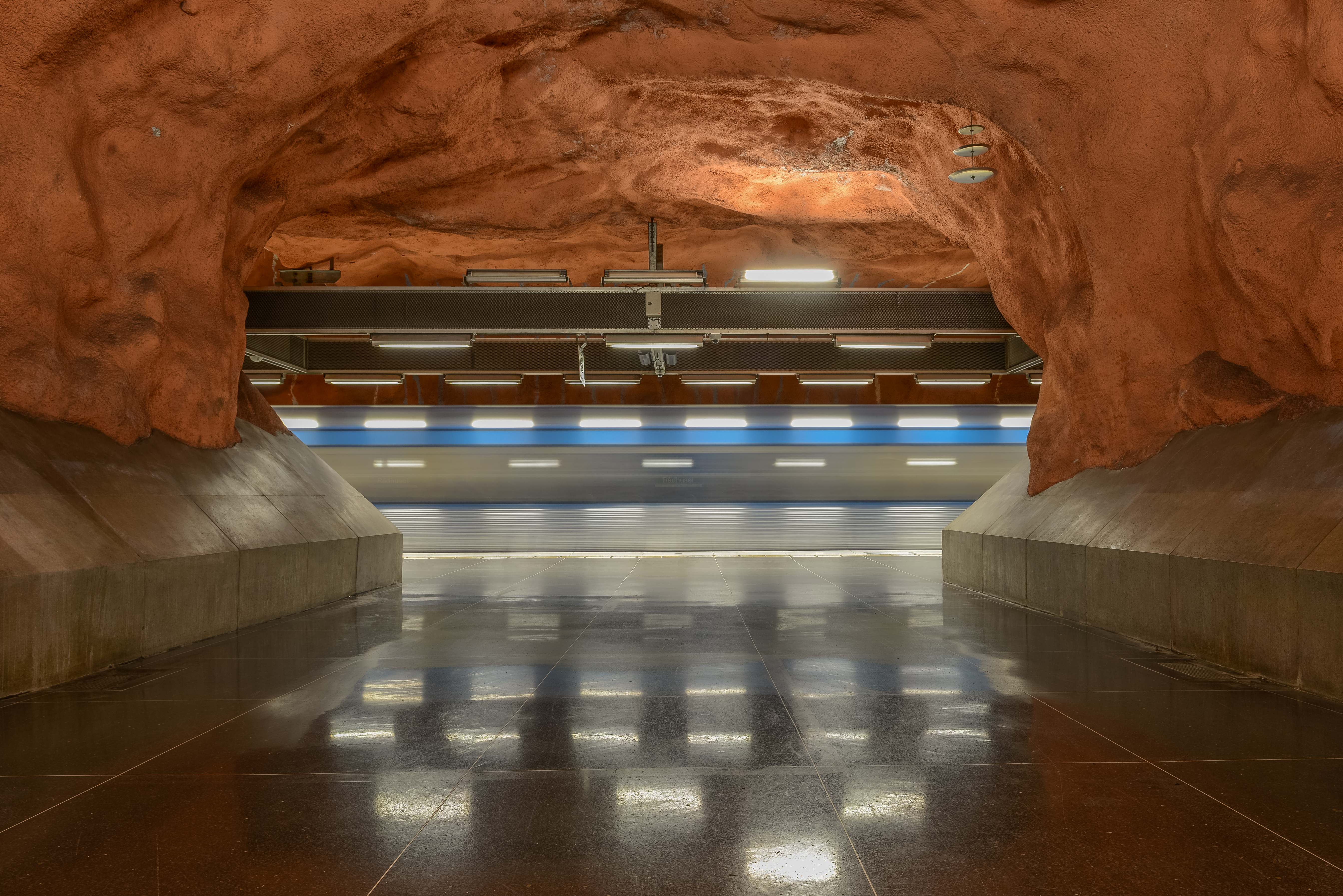
Dwarsverbinding tussen de perrons.
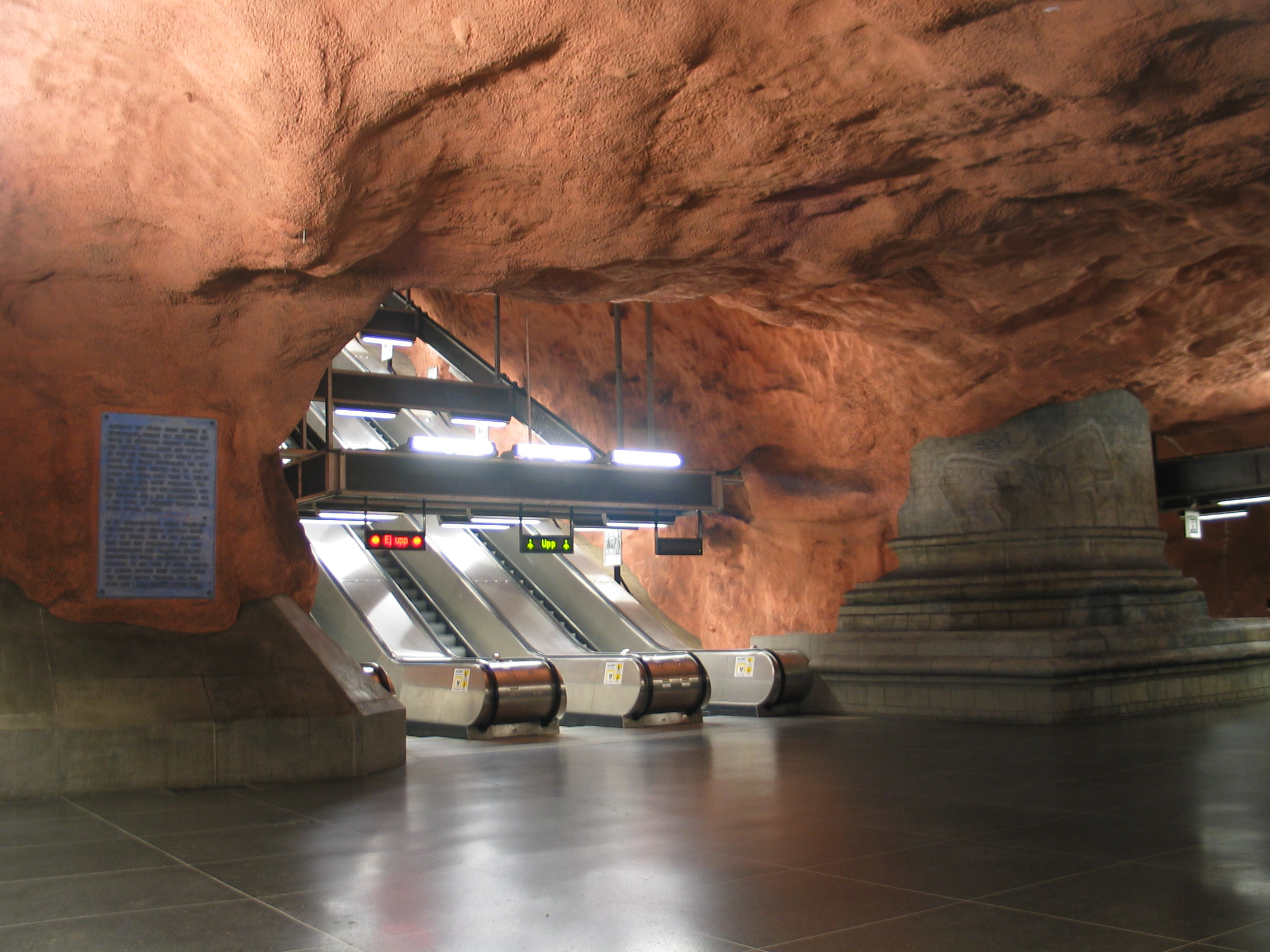
De roltrappen aan de oostkant van het perron

Hjulsta ·
Tensta ·
Rinkeby · 
Rissne · 
Duvbo ·
Sundbybergs centrum · 
Solna strand · 
Huvudsta · 
Västra skogen ·
Stadshagen ·
Fridhemsplan ·
Rådhuset ·  
T-Centralen ·
Kungsträdgården · 
(Sofia) ·
(Hammarby kanal) ·  
(Sickla) ·
(Järla) ·
(Nacka centrum)
(Barkarby) ·
(Barkarbystaden)·
Akalla ·
Husby ·
Kista · 
(Kymlinge) · 
Hallonbergen · 
Näckrosen ·
Solna centrum · 
Västra skogen · 
Stadshagen ·
Fridhemsplan · 
Rådhuset ·
T-Centralen ·
Kungsträdgården · 
(Sofia) ·
(Gullmarsplan)·  
(Slakthuset) ·
(Sockenplan) ·
(Svedmyra) ·
(Stureby) ·
(Bandhagen) ·
(Högdalen) ·
(Rågsved) ·
(Hagsätra) ·
(Älvsjö)